# 浙赣车前紫草
浙赣车前紫草（学名：Sinojohnstonia chekiangensis）为紫草科车前紫草属的植物，是中国的特有植物。分布在中国大陆的陕西、浙江、江西、湖南、山西等地，生长于海拔630米至1,500米的地区，常生长在林下或阴湿的岩石旁，目前尚未由人工引种栽培。